# Raión de Vasylkivka
Raión de Vasylkivka (en ucraniano: Васильківський район) es un antiguo raión o distrito de Ucrania en el óblast de Dnipropetrovsk. 
Comprende una superficie de 1330 km².
La capital fue la ciudad de Vasylkivka.

## Demografía
Según estimación 2010 contaba con una población total de 33902 habitantes.

## Otros datos
El código KOATUU es 1220700000. El código postal 52600 y el prefijo telefónico +380 5639.